# قائمة ظواهر الإنترنت
الظواهر التي تحدث على شبكة الإنترنت هي ظواهر اجتماعية وثقافية خاصة بالإنترنت، مثل الميمات التي تنتشر على الإنترنت، والتي تتضمن عبارات شائعة، وصورًا، ومقاطع فيديو فيروسية سريعة الانتشار، ونكات. عندما تحدث مثل هذه الصيحات والأحاسيس على الإنترنت، فإنها تميل إلى النمو بسرعة وتصبح أكثر انتشارًا لأن الاتصال الفوري يسهل نقل الكلام شفهيًا.
تسلط هذه القائمة الضوء على الظواهر المرتبطة بالإنترنت والتي يمكن الوصول إليها بغض النظر عن اللوائح المحلية الخاصة بالإنترنت.

## الإعلان والمنتجات
- معطف أمازون -معطف دون اسم، يُباع على متجر أمازون دوت كوم عبر الإنترنت من قبل العلامة التجارية الصينية للملابس أورولاي، والتي كانت معروفة سابقًا بمفروشاتها المنزلية. أصبح ظاهرة فيروسية منذ الفترة بين ديسمبر 2018 وجائحة كوفيد-19.[1]
- دمى بيني بيبيز -ذُكرت على أنها أول دمية أثارت ضجة على الإنترنت في عام 1995.[2]
- بيرة كريستال -شركة بيرة تشيلية أنتجت سلسلة من الإعلانات خلال ثلاثية حرب النجوم الأصلية التي بُثت في عام 2003. كانت الإعلانات، التي تحمل عنوان القوة مع بيرة كريستال، تُذاع بسلاسة مع المشاهد في الثلاثية، مثل مشهد يظهر فيه زوج من الأيدي يشبهان يدي أوبي وان وهو يفتح صندوقًا ليكشف عن زجاجة البيرة. حظيت الإعلانات بإشادة النقاد في البلاد وأصبحت فيروسية دوليًا على تويتر في مارس 2024.[3]
- جدل حول انتهاك موقع كوكس سورس لحقوق الطبع والنشر -أثار هذا المنشور ردود فعل عنيفة بعد انتهاكه لحقوق الطبع والنشر من خلال استخدام مقالة على الإنترنت دون إذن لأغراض تجارية. زادت ردود الفعل العنيفة بسبب رد موقع كوكس سورس الذي أظهر سوء فهم لحقوق الطبع والنشر وإثارة غضب متزايد تجاه الكاتب الأصلي للمقال.[4]
- إلف يور سيلف 2006 وسكروج يور سيلف عام 2007 -وموقعان تفاعليان أنشأهما جيسون زادا ومكتب التطور لحملة إعلانية لموسم العطلات من اوفيس ماكس. يتيح موقع إلف يور سيلف للزائرين تحميل صور لأنفسهم أو لأصدقائهم، ورؤيتهم كأقزام راقصين، ويتضمن خيارات لحفظ الفيديو أو مشاركته. ووفقًا لكليك زيد، فإن زيارة الموقع «أصبحت تقليدًا سنويًا يتطلع إليه الناس». على الرغم من عدم بيع أي منتج محدد، فقد تأسس الموقعين لزيادة وعي المستهلكين بالشركة الراعية.[5][6]
- شريط مرن -إعلان ترويجي لمنتج شريط مرن. تحول إلى ميم بعد أن صور صانع محتوى (يوتيوب) جون ترون مقطع فيديو يراجع فيه الإعلان التجاري.[7]
- فري كريدت ريبورت. كوم سلسلة من الإعلانات التلفزيونية التي نُشرت على الإنترنت، وانتشرت العديد من المحاكاة الساخرة لهذه الإعلانات على موقع يوتيوب.[8]
- هيد أون -إعلان في يونيو 2006 لمنتج من منتجات المعالجة المثلية يزعم أنه يخفف من الصداع. تضمنت الإعلانات شعار «هيد أون. ضعه مباشرة على الجبهة»، ذُكر هذا الشعار ثلاث مرات متتالية، مصحوبًا بفيديو لعارضة أزياء تستخدم المنتج دون ذكر الغرض من المنتج بشكل مباشر. جرت محاكاة الإعلانات بشكل متتابع على مواقع مثل يوتيوب، حتى أن مغني الراب ليل جون سخر منها.[9]
- كيرفوس -روبوت بوجه قطة يُستخدم تميمة لكارفور. انتشر الروبوت على نطاق واسع في بولندا في عام 2022، إذ أصبح كيرفوس الشخصية الرئيسية للعديد من الميمات والصور المثيرة.[10]
- دارث فيدر الصغير -إعلان لشركة فولكس فاجن يظهر فيه الشاب ماكس بيج مرتديًا زي دارث فيدر ويركض حول منزله محاولًا استخدام «القوة». أطلِق على الإنترنت قبل أيام قليلة من سوبر بول 45 في عام 2011، وسرعان ما أصبح شائعًا. اعتبارًا من عام 2013، أصبح الإعلان الأكثر مشاركة على الإطلاق.[11]
- لور ماي بيلز.كوم -تتميز إعلانات الراية من شركة الرهن العقاري هذه بحلقات لا نهاية لها من رعاة البقر والنساء والكائنات الفضائية وموظفي المكاتب الذين يرقصون.[12]
- الرجل الذي يمكن أن يشم رجلك رائحته -إعلان تلفزيوني بطولة إيزايا مصطفى وهو يلقي مونولوجًا سريعًا بلا تعبيرات وهو عاري الصدر حول كيف أن «كل شيء ممكن» إذا استخدم الرجال أولد سبايس. أدى ذلك في النهاية إلى حملة تسويق فيروسية شهيرة إذ رد مصطفى على العديد من التعليقات على الإنترنت في مقاطع فيديو قصيرة على قناة أولد سبايس على يوتيوب.[13][14]
- ماك تونايت/مون مان هو إعلان تجاري لماكدونالدز أنتِج للترويج لمبيعات العشاء. بدءًا من عام 2007، استخدِمت الشخصية في الإعلان التجاري «ماك تونايت» في مقاطع فيديو حيث صوِر وهو يروج للعنف ضد الأقليات ويروج لكو كلوكس كلان من خلال محاكاة ساخرة عنصرية لأغاني الراب. جمعت المحاكاة الساخرة الأكثر شهرة «نوتوريوس لكو كلوكس كلان» (محاكاة ساخرة لأغنية تنويم مغناطيسي للمغني نوتوريوس بي. آي. جي.) أكثر من 119,000 مشاهدة على واي تي إم إن دي.[15]
- إعلان نيكول كيدمان في دور عرض إيه إم سي –في سبتمبر 2021، بدأت دور عرض إيه إم سي في بث إعلان بطولة الممثلة نيكول كيدمان في دور العرض وعلى شاشات التلفزيون. كان الإعلان، الذي كتبه كاتب السيناريو بيلي راي، يهدف إلى تحفيز حضور المسرح بعد جائحة كوفيد-19 من خلال تسليط الضوء على «سحر» تجربة دور السينما. أدى الأسلوب الرائع للإعلان والميلودراما الجادة لمونولوج كيدمان إلى تقدير الإعلان باعتباره أثر الكامب. كان الإعلان موضوعًا لميمات الإنترنت والمحاكاة الساخرة والبضائع وطقوس مشاركة الجمهور.[16]
- «لا، تشاك تيستا» -إعلان تجاري محلي أنتِج لشركة تحنيط وادي أوجاي، المملوكة لتشاك تيستا، يشير إلى أن المخلوقات المحنطة كانت على قيد الحياة حتى ظهر تيستا، قائلًا «لا، تشاك تيستا!»؛ انتشر الإعلان بسرعة كبيرة.[17]
- بوتيتو بارلس -موقع ويب يسمح للمستخدم بإرسال رسائل شخصية مجهولة المصدر حول البطاطا عبر البريد.[18]
- بيبسي ماكس وجيف غوردون يقدمان: اختبار القيادة، فيلم قصير يظهر فيه سائق سباقات ناسكار جيف غوردون وهو يتظاهر بأنه مشتري سيارات عادي ليخدع بائع سيارات. صدر جزء ثانٍ، تيست درايف 2، في العام التالي، خدع غوردون كاتب كان قد وصف الفيديو الأصلي بأنه مزيف.[19]
- «ريفالز» -علان تجاري لشركة بيع ألعاب الفيديو إي بي غيمز والذي روج للعبة كول أوف ديوتي: أدفانسد وورفير. أثار الإعلان انتقادات بسبب فكرته وأداء الممثلين.[20]
- شيك ويت -انتشرت مقاطع فيديو إعلانية للدمبل المعدل بشكل كبير نتيجة لطبيعة المنتج المثيرة جنسيًا.
- فانز (2016) -ظهرت في ميم الإنترنت الفيروسي «ديم دانيال».
- ماذا ستفعل من أجل بار كلوندايك؟ -الشعار الذي يظهر في نهاية الإعلانات التي تروّج لساندويتش الآيس كريم التي تعلن عن بار سندويتش الآيس كريم في كلوندايك. بدأ الناس على يوتيوب وفيسبوك في نشر مقاطع فيديو تصور أشخاصًا في مواقف خطيرة وعبثية يحاولون الوصول إلى بار كلوندايك استجابةً للشعار.
- ووبر ووبر -أغنية لسلسلة مطاعم الوجبات السريعة الأمريكية برجر كنج، والتي تعمل كأغنية لبرجر المطعم المميز ووبر.
- هل سيختلط؟ -منتج الخلاط بليندتيك، الذي يدعي مبتكره توم ديكسون أنه أقوى خلاط، يظهر في سلسلة من مقاطع الفيديو على موقع يوتيوب بعنوان «هل سيختلط؟» واستخدِمت العديد من المواد الغذائية وغير الغذائية داخل الخلاط.[21]
- إكستنورمال موقع يسمح للمستخدمين بإنشاء مقاطع فيديو من خلال كتابة نصوص الحوار واختيار من قائمة زوايا الكاميرا وشخصيات ومشاهد سي جي آي مصممة مسبقًا. على الرغم من أن الموقع صُمم في الأصل لتسهيل تطوير لوحة القصة لصانعي الأفلام، لكنه سرعان ما أصبح مشهورًا بعد انتشار مقاطع الفيديو التي استخدِمت الأداة، بما في ذلك «آيفون 4 مقابل إتش تي سي إيفو».